# Lithognathus olivieri
Lithognathus olivieri és un peix teleosti de la família dels espàrids i de l'ordre dels perciformes.

## Morfologia
Pot arribar als 25,6 cm de llargària total.

## Distribució geogràfica
Es troba a les costes de Namíbia.